# Peter Strasser (Chemiker)
Peter Strasser ist ein deutscher Chemiker und Professor für Technische Chemie an der TU Berlin.

## Leben
Strasser studierte Chemie an der Universität Tübingen, Stanford University (John Ross) und an der Universität Pisa (Fausto Calderazzo) und promovierte 1999 am Fritz-Haber-Institut der Max-Planck-Gesellschaft in Berlin bei Gerhard Ertl. Danach wurde er Postdoctoral Associate und später Senior Staff Scientist bei Symyx Technologies Inc. in Santa Clara, Kalifornien, bevor er Assistant Professor of Chemical Engineering an der Universität Houston wurde. Seit 2007 ist er Professor an der TU Berlin und leitet den Lehrstuhl für Technische Elektrochemie, Nanomaterialien und Elektrokatalyse.
Der Schwerpunkt seiner Arbeitsgruppe liegt auf der Erforschung atomarer/molekularer Zusammenhänge der Struktur, Komposition und oberflächenkatalytischen Reaktivität von Katalysatoren für gasphasenkatalytische und elektrokatalytische Prozesse. Dabei werden material-chemische Fragestellungen erforscht, die die Grundlage für elektrochemische Energiespeicher- und Wandlungsprozesse bilden. Diese werden zum Beispiel in regenerativen Energiesystemkomponenten wie Brennstoffzellen, Batterien, Wasserelektrolyseure oder solaren photoelektrochemischen Reaktoren zur Umwandlung von CO2 in Brennstoffe und Chemikalien eingesetzt.

## Auszeichnungen (Auswahl)
Clarivate  Highly Cited Researcher auf dem Gebiet Chemie 2018, 2019, 2020, 2021 und 2022.
- 2000 Otto-Hahn-Medaille, Max-Planck Gesellschaft
- 2016 Otto-Roelen-Medaille, Deutsche Gesellschaft für Katalyse[4]
- 2016 Ertl-Preis, Ertl Center for Electrochemistry and Catalysis[5]
- 2018 Nature Publishing Award, Nature-Springer Publishing House[5]
- 2018 Sir William Grove Award, The International Society of Hydrogen Energy[6]
- 2020 Brian Conway Prize for Physical Electrochemistry, International Society of Electrochemistry (ISE)[7]
- 2021 Faraday-Medaille, Royal Society of Chemistry (RSC)[8]
- 2021 Christian-Friedrich-Schönbein Medal of Honor, European Fuel Cell Forum[9]
- 2022 Fellow, International Society of Electrochemistry (ISE)[10]
- 2022 F-cell Award (Kategorie 1) for Development of novel AEM Electrolyzer Technology[11]
- 2023 Fellow, Electrochemical Society (ECS)[12]
- 2023 Mitglied, Academia Europaea[13]
- 2023 Carl Wagner Memorial Award, Electrochemical Society (ECS)[14]

## Veröffentlichungen (Auswahl)
Die komplette Publikationsliste kann unter der bei "Weblinks" eingestellten Liste von Google Scholar eingesehen werden.
- Wang, X.; Klingan, K.; Klingenhof, M.; Möller, T.; Araujo, J. F.; Martens, I.; Bagger, A.; Jiang, S.; Rossmeisl, J.; Dau, H.; Strasser, P., Morphology and Mechanism of Highly Selective CuO Nanosheet Catalysts for CO2 Electroreduction. Nature Commun. 2021, 12, 794.
- Hauke, P.;  Klingenhof, M.;  Wang, X.;  de Araújo, J. F.; Strasser, P., Efficient electrolysis of 5-hydroxymethylfurfural to the biopolymer-precursor furandicarboxylic acid in a zero-gap MEA-type electrolyzer. Cell Reports Physical Science 2021, 2 (12), 100650, doi:10.1016/j.xcrp.2021.100650.
- Ott, S.; Orfanidi, A.; Schmies, H.; Anke, B.; Nong, H. N.; Hübner, J.; Gernert, U.; Gliech, M.; Lerch, M.; Strasser, P., Ionomer distribution control in porous carbon-supported catalyst layers for high-power and low Pt-loaded proton exchange membrane fuel cells. Nat Mater 2020, 19, 77-85.
- Luo, F.; Roy, A.; Silvioli, L.; Cullen, D. A.; Zitolo, A.; Sougrati, M. T.; Oguz, I. C.; Mineva, T.; Teschner, D.; Wagner, S.; Wen, J.; Dionigi, F.; Kramm, U. I.; Rossmeisl, J.; Jaouen, F.; Strasser, P., P-block single-metal-site tin/nitrogen-doped carbon fuel cell cathode catalyst for oxygen reduction reaction. Nat Mater 2020, 19 (11), 1215-1223.
- Dresp, S.; Ngo Thanh, T.; Klingenhof, M.; Brueckner, S.; Hauke, P.; Strasser, P., Efficient direct seawater electrolysers using selective alkaline NiFe-LDH as OER catalyst in asymmetric electrolyte feeds. Energ Environ Sci 2020, 13, 1725-1729, doi:10.1039/D0EE01125H.
- Dionigi, F.; Zeng, Z.; Sinev, I.; Merzdorf, T.; Deshpande, S.; Lopez, M. B.; Kunze, S.; Zegkinoglou, I.; Sarodnik, H.; Fan, D.; Bergmann, A.; Drnec, J.; Araujo, J. F.; Gliech, M.; Teschner, D.; Zhu, J.; Li, W. X.; Greeley, J.; Cuenya, B. R.; Strasser, P., In-situ structure and catalytic mechanism of NiFe and CoFe layered double hydroxides during oxygen evolution. Nat Commun 2020, 11 (1), 2522.
- Möller, T.; Ju, W.; Bagger, A.; Wang, X. L.; Luo, F.; Thanh, T. N.; Varela, A. S.; Rossmeisl, J.; Strasser, P., Efficient CO2 to CO electrolysis on solid Ni-N-C catalysts at industrial current densities. Energ Environ Sci 2019, 12 (2), 640-647, doi:10.1039/C8EE02662A.
- Bergmann, A.; Jones, T. E.; Martinez Moreno, E.; Teschner, D.; Chernev, P.; Gliech, M.; Reier, T.; Dau, H.; Strasser, P., Unified structural motifs of the catalytically active state of Co(oxyhydr)oxides during the electrochemical oxygen evolution reaction. Nature Catalysis 2018, 1, 711-719.
- Ju, W.; Bagger, A.; Hao, G.-P.; Varela, A. S.; Sinev, I.; Bon, V.; Cuenya, B. R.; Kaskel, S.; Rossmeisl, J.; Strasser, P., Understanding activity and selectivity of metal-nitrogen-doped carbon catalysts for electrochemical reduction of CO 2. Nat Commun 2017, 8, 944.
- Strasser, P., Free Electrons to Molecular Bonds and Back: Closing the Energetic Oxygen Reduction (ORR)-Oxygen Evolution (OER) Cycle Using Core-Shell Nanoelectrocatalysts. Accounts of Chemical Research 2016, 49 (11), 2658-2668, doi:10.1021/acs.accounts.6b00346.
- Sahraie, N. R.; Kramm, U. I.; Steinberg, J.; Zhang, Y.; Thomas, A.; Reier, T.; Paraknowitsch, J.-P.; Strasser, P., Quantifying the density and utilization of active sites in non-precious metal oxygen electroreduction catalysts. Nat Commun 2015, 6, 8618.
- Nong, H. N.; Oh, H.-S.; Reier, T.; Willinger, E.; Willinger, M.-G.; Petkov, V.; Teschner, D.; Strasser, P., Oxide-Supported IrNiOx Core–Shell Particles as Efficient, Cost-Effective, and Stable Catalysts for Electrochemical Water Splitting. Angewandte Chemie International Edition 2015, 54 (10), 2975-2979, doi:10.1002/anie.201411072.

- Strasser, P.; Koh, S.; Anniyev, T.; Greeley, J.; More, K.; Yu, C.; Liu, Z.; Kaya, S.; Nordlund, D.; Ogasawara, H.; Toney, M. F.; Nilsson, A., Lattice-strain control of the activity in dealloyed core–shell fuel cell catalysts. Nat Chem 2010, 2, 454-460.
- Strasser, P., Dealloyed Core-Shell Fuel Cell Electrocatalysts.  Rev Chem Eng 2009, 25 (4), 255-295, doi:10.1515/REVCE.2009.25.4.255.
- Neyerlin, K. C.; Bugosh, G.; Forgie, R.; Liu, Z.; Strasser, P., Combinatorial Study of High-Surface-Area Binary and Ternary Electrocatalysts for the Oxygen Evolution Reaction. J Electrochem Soc 2009, 156 (3), B363-B369, doi:10.1149/1.3049820.
- Strasser, P., Combinatorial optimization of ternary Pt alloy catalysts for the electrooxidation of methanol. J Comb Chem 2008, 10 (2), 216-224, doi:10.1021/cc700166p.
- Srivastava, R.; Mani, P.; Hahn, N.; Strasser, P., Efficient Oxygen Reduction Fuel Cell Electrocatalysis on Voltammetrically Dealloyed Pt–Cu–Co Nanoparticles. Angewandte Chemie International Edition 2007, 46 (47), 8988-8991, doi:10.1002/anie.200703331.
- Koh, S.; Strasser, P., Electrocatalysis on bimetallic surfaces: Modifying catalytic reactivity for oxygen reduction by voltammetric surface dealloying. J. Am. Chem. Soc. 2007, 129, 12624, doi:10.1021/ja0742784.
- Strasser, P.; Gorer, S.; Fan, Q.; Chondroudis, K.; Cendak, K.; Giaquinta, D.; Devenney, M., Combinatorial Synthesis and High Throughput Screening of Fuel Cell Electrocatalysts. In High-Throughput Screening in Chemical Catalysis, Hagemeyer, A.; Strasser, P.; Volpe, A. F., Eds. Wiley-VCH: Weinheim, 2004; p 271, doi:10.1002/3527604103.ch11.
- Hagemeyer, A.; Strasser,  P.; Volpe, A. F., High-Throughput Screening in Chemical Catalysis - Technologies, Strategies and Applications. Wiley-VCH: Weinheim, 2004.
- Strasser, P.; Fan, Q.; Devenney, M.; Weinberg, W. H.; Liu, P.; Norskov, J. K., High throughput experimental and theoretical predictive screening of materials - A comparative study of search strategies for new fuel cell anode catalysts. J Phys Chem B 2003, 107 (40), 11013-11021, doi:10.1021/jp030508z.